# Import Duties Act
L'Import Duties Act est une loi du Parlement britannique, entrée en vigueur le 1er mars 1932. Elle avait pour but de mettre fin au libre-échange et d'encourager à la place le commerce interne à l'Empire britannique afin de lutter contre les effets néfastes de la Grande Dépression. 

## Historique
Le projet de loi est présenté par le Chancelier de l'Échiquier Neville Chamberlain à la Chambre des communes le 4 février 1932. Pendant son discours à la Chambre, Chamberlain a longuement fait référence au combat de son père, secrétaire d'État aux colonies de 1895 à 1903, afin d'imposer une réforme douanière dans l'Empire britannique, notamment à l'aide la Tariff Reform League (en) ; Neville Chamberlain a notamment emporté la boîte rouge de son père dans la Chambre des Communes, et la veuve de Joseph Chamberlain était également présente.
Après avoir terminé son discours, le demi-frère de Neville Austen Chamberlain s'est levé et a serré la main de Neville sous les applaudissements de la chambre.
La loi fut adoptée par la Chambre des communes à 454 votes contre 74 ; les votes contre la loi provenaient des membres du Parti travailliste et de 32 libéraux.

## Contenu de la loi
La loi a créé un tarif douanier de 10% sur la plupart des importations ; cependant quelques denrées alimentaires et matières premières furent exemptées. Les importations depuis les colonies britanniques furent également exemptées de taxes, notamment les dominions, l'Inde et la Rhodésie du Sud jusqu'à la signature des accords d'Ottawa et la mise en place d'un système de préférence impériale (en).
La loi créé également un Comité consultatif sur les droits de douane (Import Duties Advisory Committee) : peu après le vote de la loi et sur recommandation de ce dernier, les tarifs douaniers ont été augmentés, variant de 15 à 33% en fonction des produits.

## Bilan économique
Selon l'économiste Nicholas Kaldor, ces tarifs douaniers ont encouragé la population à acheter des produits britanniques plutôt que des importations ; en conséquence le niveau de la production industrielle britannique a augmenté de 48% entre 1932 et 1937 (soit 8,1% par an), un tant de croissance industrielle inédit en Grande-Bretagne. Par exemple, la production de charbon est passée de 5 millions de tonnes en 1932 à 13 millions de tonnes en 1937, un taux de production industriel supérieur à la production de 1929.
Kaldor affirme également que le PIB britannique a augmenté de 4% par an pendant cette période, ce qui faisait de l'économie britannique l'économie la plus florissante du monde à l'époque (à l'exception de celle de l'Allemagne nazie).